# Échéance
L'échéance indique la date à laquelle une opération doit être réalisée. Cette opération peut être le remboursement partiel ou total d'une dette, la levée d'une option, le paiement d'un loyer, l'encaissement d'un dividende, etc.
Une opération financière peut avoir toute une série d'échéances. Dans ce cas, elles sont en général régulièrement échelonnées dans le temps, et l'on parle de mensualités, de trimestrialités, d'annuités, etc.
Pour ce qui concerne les actifs financiers, la durée à courir avant l'échéance ou les échéances est la durée jusqu'au remboursement total ou la duration (durée moyenne de l'ensemble des remboursements).
Une personne qui gère le respect de l'échéance d'une facture peut être appelé échéanceur.

## Prêt immobilier
En 2007, la décision de la durée n'est plus uniquement la mensualité payée mais aussi la volonté de devenir propriétaire ou non, en raison de l'élargissement effectué par certains organismes comme le Crédit foncier de France sur une durée de 25 ans voire 40 ans.[pas clair]
Il faut trouver pour l'emprunteur un compromis entre : « Privilégier sa qualité de vie mensuelle grâce à une faible mensualité ou limiter le coût financier de l'emprunt au sacrifice d'un effort mensuel important ».

### Remarques
- Le taux sur une durée longue est majoré inévitablement d'environ 0,30 à 0,60 %.
- Les risques d'accidents de la vie sont plus nombreux sur une durée longue.
- Si l'emprunteur souhaite revendre son bien dans les 10 ans et s'il a contracté un emprunt sur 30 ans, il n'a encore remboursé presque aucun capital et il en a donc autant qu'au départ.